# Paso Real de Sarabia
Paso Real de Sarabia oder Sarabia ist ein mexikanisches Dorf mit etwa eintausend Einwohnern im Bundesstaat Oaxaca und gehört zum Municipio San Juan Guichicovi. Im Ort, wie in der gesamten Gemeinde San Juan Guichicovi, bildet die indigene Bevölkerung mit einem Anteil von deutlich über vier Fünftel der Gesamtbevölkerung die absolute Mehrheit.

## Geographie
Sarabia liegt auf einer Höhe von etwa 110 Metern über dem Meeresspiegel einige Höhenmeter über dem rechten Ufer des Río Sarabia, der in nordöstlicher Richtung zum Río Coatzacoalcos fließt, in der Ebene von Sarabia. Der nächste Ort ist Estación Sarabia, gelegen etwa einen Kilometer südöstlich von Sarabia. Die gleichnamige Hügelkette von Sarabia (festgehalten als Cerro Sarabia, Mountain of Sarabia) ist etwa fünf Kilometer weiter südlich lokalisiert.

## Geschichte
Im 19. Jahrhundert wurde der Ort neben Sarabia auch Sarabia City genannt. Mitte des 19. Jahrhunderts hatte eine US-amerikanische Kompanie hier ihr Lager aufgeschlagen, dass aus drei Zelten und einigen Palmhäusern bestand, die auch noch im Bau befindliche Objekte hatte, wie Johann Wilhelm von Müller in seinen Aufzeichnungen seiner Reise durch Mexiko erwähnte.
Erwähnenswert ist, dass die Mündung des Flusses Sarabia Paso del Sarabia, Malpaso (de Sarabia) bzw. Malo Paso (de Sarabia) genannt wurde und soviel bedeutet, wie irriger, falscher Durchgang/Pass (des Sarabia), während der Ort heute weitab von der Mündung in der Übersetzung realer bzw. richtiger Pass/Durchgang des Sarabia genannt wird.